# مادادشن
مادادشن (ارمنی: Մադաթաշեն; به لاتین: Mədədkənd) یک منطقهٔ مسکونی در جمهوری آرتساخ است که در استان آسکران واقع شده‌است. مادادشن  ۹۴ نفر جمعیت دارد.